# Marathon van Hamburg 1998
De marathon van Hamburg 1998 werd gelopen op zondag 19 april 1998. Het was de dertiende editie van deze marathon.
De Zimbabwaan Tendai Chimusasa, die in 1995 al eens als vierde was geëindigd, was ditmaal het sterkst bij de mannen en zegevierde in 2:10.57. De Duitse Katrin Dörre snelde bij de vrouwen in 2:25.21 naar de overwinning.
In totaal finishten 9788 marathonlopers, waarvan 1335 vrouwen.

## Uitslagen

### Mannen
| rang   | naam                  | land | tijd    |
| ------ | --------------------- | ---- | ------- |
| Goud   | Tendai Chimusasa      | ZIM  | 2:11.00 |
| Zilver | John Kiprono          | KEN  | 2:11.31 |
| Brons  | Samson Ngolebus       | KEN  | 2:11.44 |
| 4      | Andrew Eyapan         | KEN  | 2:11.47 |
| 5      | Anatoliy Zerouk       | UKR  | 2:11.50 |
| 6      | Stephen Langat        | KEN  | 2:11.59 |
| 7      | Karol Dolega          | POL  | 2:13.45 |
| 8      | Gergely Rezessy       | HUN  | 2:15.23 |
| 9      | Pyotr Sarafinyuk      | UKR  | 2:15.31 |
| 10     | Pavel Loskutov        | EST  | 2:15.36 |
| 11     | Pavelas Fedorenka     | LTU  | 2:15.55 |
| 12     | Steffen Benecke       | GER  | 2:17.43 |
| 13     | Terje Naess           | NOR  | 2:17.50 |
| 14     | Robert Langfeld       | GER  | 2:17.54 |
| 15     | Aleksey Rodionov      | RUS  | 2:18.21 |
| 16     | Toomas Tarm           | EST  | 2:18.40 |
| 17     | Dirk Schinkoreit      | GER  | 2:18.47 |
| 18     | Jürgen Austin-Kerl    | GER  | 2:19.09 |
| 19     | Knut Hegvold          | NOR  | 2:19.47 |
| 20     | John Schondelmayer    | GER  | 2:21.24 |
| 21     | Aleksandrs Prokopcuks | LAT  | 2:21.32 |
| 24     | Zoltan Holba          | HUN  | 2:21.41 |

### Vrouwen
| rang   | naam               | land | tijd    |
| ------ | ------------------ | ---- | ------- |
| Goud   | Katrin Dörre       | GER  | 2:25.23 |
| Zilver | Manuela Zipse      | GER  | 2:30.58 |
| Brons  | Larisa Malikova    | RUS  | 2:33.43 |
| 4      | Rimma Dubovik      | UKR  | 2:33.56 |
| 5      | Sylvia Renz        | GER  | 2:35.38 |
| 6      | Halina Karnatevicz | BLR  | 2:35.40 |
| 7      | Vilija Birbalaite  | LTU  | 2:37.27 |
| 8      | Krystyna Kuta      | POL  | 2:37.35 |
| 9      | Abeba Tola         | ETH  | 2:39.53 |
| 10     | Petra Maak         | GER  | 2:45.55 |
| 11     | Anne Toffel        | GER  | 2:47.57 |
| 12     | Viktoriya Silonina | RUS  | 2:49.23 |
| 13     | Constanze Wagner   | GER  | 2:51.32 |

1986 · 1987 · 1988 · 1989 · 1990 · 1991 · 1992 · 1993 · 1994 · 1995 · 1996 · 1997 · 1998 · 1999 · 2000 · 2001 · 2002 · 2003 · 2004 · 2005 · 2006 · 2007 · 2008 · 2009 · 2010 · 2011 · 2012 · 2013 · 2014 · 2015 · 2016 · 2017